# Feliks Godowski
Feliks Ludwik Godowski h. Odrowąż (ur. 25 sierpnia 1878 we Lwowie, zm. 1940 w ZSRR) – doktor praw, adwokat, pułkownik audytor Wojska Polskiego, ofiara zbrodni katyńskiej.

## Życiorys
Urodził się 25 sierpnia 1878 we Lwowie, w rodzinie Władysława, powstańca styczniowego, architekta, i Malwiny z Krammerów. Miał brata Maurycego, nauczyciela, oficera, harcerza. W 1899 ukończył VIII klasę i zdał egzamin dojrzałości w C. K. Gimnazjum Arcyksiężniczki Elżbiety w Samborze (w jego klasie byli m.in. Stanisław Michałowski, Witold Skalski). Ukończył studia prawnicze uzyskując doktorat praw. Od ok. 1913 był adwokatem przy C. K. Sądzie Powiatowym w Szczercu.
W rezerwie piechoty C. K. Armii został mianowany kadetem z dniem 1 stycznia 1901, a potem awansowany na stopień podporucznika z dniem 1 stycznia 1906. Był przydzielony do 30 pułku piechoty we Lwowie do ok. 1910. Następnie został przeniesiony do C. K. Obrony Krajowej i zweryfikowany w stopniu podporucznika piechoty w grupie nieaktywnych z dniem 1 stycznia 1906. Od tego czasu do ok. 1912 był przydzielony do 19 pułku piechoty obrony krajowej we Lwowie (ok. 1911–1912 przydział do tej jednostki miał wówczas także jego brat Maurycy).
Po zakończeniu I wojny światowej, jako były oficer armii austriackiej został przyjęty do Wojska Polskiego i zatwierdzony w stopniu kapitana. Brał udział w walkach podczas wojny polsko-ukraińskiej w szeregach Legii Oficerskiej, po czym wiosną 1919 został przydzielony do Sądu Polowego we Lwowie, w którym został jednym z audytorów w składzie osobowym sądu i jego agendach w Galicji Wschodniej (podobną drogę przeszedł por. Marian Buszyński). W kolejnych latach pracował w audytoriacie lwowskim. Został awansowany do stopnia majora. Dekretem z 22 maja 1920 został zatwierdzony w stopniu podpułkownika w korpusie sądowym z dniem 1 kwietnia 1920. Zweryfikowany w tym stopniu ze starszeństwem z dniem 1 czerwca 1919, a później na stopień pułkownika ze starszeństwem z dniem 1 lipca 1925. W latach 20. był sędzią orzekającym w Wojskowym Sądzie Okręgowym Nr VI we Lwowie. 15 grudnia 1923 został przeniesiony do Wojskowego Sądu Okręgowego Nr II w Lublinie na stanowisko pełniącego obowiązki szefa sądu. Z dniem 1 listopada 1924 został przeniesiony do WSO Nr VI na stanowisko sędziego orzekającego. W lipcu 1927 został przesunięty w Wojskowym Sądzie Okręgowym Nr VI ze stanowiska sędziego orzekającego na stanowisko szefa sądu. 16 marca 1928 otrzymał Złoty Krzyż Zasługi. Później został przeniesiony w stan spoczynku. W 1934 roku, jako pułkownik w stanie spoczynku, pozostawał w ewidencji Powiatowej Komendy Uzupełnień Lwów Miasto.
Jako emerytowany wojskowy pracował ponownie jako adwokat, prowadził kancelarię adwokacką przy ulicy Oficerskiej 22.
W wyborach samorządowych z maja 1939 ubiegał się o mandat radnego Rady Miasta Lwowa startując z Listy Katolicko-Narodowej i został zastępcą radnego Kazimierza Winiarza.
Po wybuchu II wojny światowej i agresji ZSRR na Polskę z 17 września 1939 został aresztowany przez funkcjonariuszy NKWD. Został przewieziony do więzienia przy ulicy Karolenkiwskiej 17 w Kijowie. Tam prawdopodobnie na wiosnę 1940 został zamordowany przez NKWD. Jego nazwisko znalazło się na tzw. Ukraińskiej Liście Katyńskiej opublikowanej w 1994 (został wymieniony na liście wywózkowej 55/5-7 oznaczony numerem 706). Ofiary tej zbrodni zostały pochowane na otwartym w 2012 Polskim Cmentarzu Wojennym w Kijowie-Bykowni.